# 蒙特羅斯 (蘇格蘭)
蒙特羅斯（英語：Montrose，/mɒnˈtroʊz/，mon-TROHZ）是蘇格蘭安格斯的一個濱海城鎮。蒙特羅斯現在有人口約12,000人。蒙特羅斯建築風格多元，並且是一個國際貿易中心，是一個重要的油氣港。